# 一汁一菜

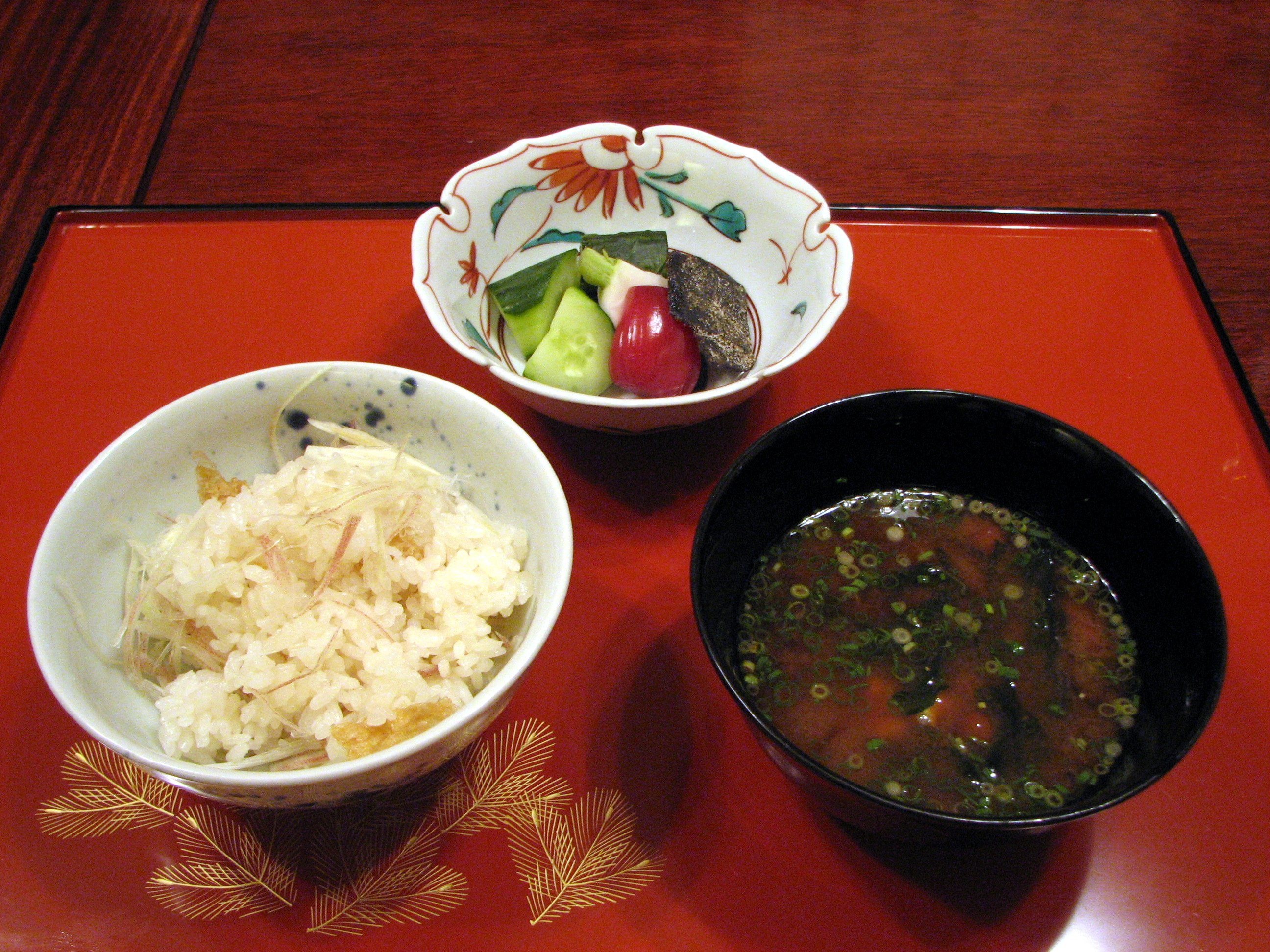

一汁一菜（いちじゅういっさい）とは、汁（汁もの）一品、菜（＝惣菜）一品だけの食事のこと。

## 概要
一汁一菜とは、主食（白米や玄米や雑穀米）に、汁もの（味噌汁 等）一品と、菜（おかず、惣菜）一品を添えた、日本における献立の構成の一つであり、粗食を指す。「一汁一菜」と言っても、汁と菜にさらに「香の物」（＝漬物類）を少量添えることはしばしばある。また味噌汁を豚汁に変えて、栄養を補うこともある。
「一汁一菜」はもともとは、おかずが一品のみしかない「質素な食事（粗食）」の意味で用いられた言葉だが、食生活の欧米化や食べすぎ（栄養過多）、肥満傾向、生活習慣病、「飽食」が日本人の健康を害しているという事実が顕著な近年では、むしろ食べ過ぎを防ぎ、健康維持に好ましい食事・献立を端的に表現した言葉として良い意味で着目されるようになった。一汁一菜も多少の配慮・工夫で栄養バランスが向上し、この一汁一菜で健康で長寿になれるという。例えば、禅寺の食生活は一汁一菜のスタイルが守られ、禅僧たちは一汁一菜の質素な食事でも、寺の仕事と修行をそつなくこなし、さらに病気に罹患しにくく健康寿命をまっとうするという。
一汁一菜のスタイルを守れば、食べ過ぎによるカロリー過多に陥ることもなく、標準的な大きさの食器に常識的な量の料理を盛り付ければ、特に煩雑なカロリー計算の必要なく食べ過ぎを防止できる。高度経済成長以前、必然的に一汁一菜の食生活を送っていた日本人には、肥満や高脂血症などは見受けられなかったという。一方、医療費の増大に悩むアメリカは、マクガバンレポートで、肉・乳製品・卵などの動物性食品を減らし、穀物や野菜・果物を多く摂るようにと勧告、日本の食習慣を見習うべきであるとし、玄米を主食にしていた元禄時代以前の日本の食事を理想的な食事としている。しかし、日本でも玄米より食味の良い白米食が広まり、さらに戦後に食生活が欧米化するにしたがい生活習慣病が増加したため、農林水産省が一汁一菜を現代風にアレンジした一汁三菜の日本型食生活を提唱、「バランスの良い食事」として紹介している。
また、戦中戦後の食糧難時代を経て、高度経済成長期の1970年（昭和45年）頃の日本人の食事は、フランスの農学者、ジョセフ・クラッツマン(fr)をして理想的と言わしめたものであり、栄養学的見地からすれば理想的なものだった。だが、最近の日本人は仕事にかまけて食事の用意や器を洗うことすら面倒だと感じる人が多くなり、「一汁三菜」だったものが菜の数が減って「一汁一菜」を通り越し、副食・主食・スープをすべて合体させ一つの器に盛って出す「ワンディッシュ化」が起きていることが懸念される。カレーライス・親子丼・ちゃんぽん麺などは、一品料理と言われている。
他に、「○汁○菜」という表現には、本膳料理や懐石での「一汁三菜」という別概念がある。汁物1品とおかずを3品（主菜1品+副菜2品）にした構成である。客の身分・役職により菜の数が変化する本膳料理の中では、もっとも簡素な形式である。懐石では向付（刺身や昆布締め、膾など）、煮物、焼物で三菜となる。かならずしも質素な食事とはいえないが、口腹を満足させることではなく、器を愛で色彩を楽しむことが重んじられ、西洋料理のガストロノミーとは価値観が異なる。

## 歴史
「一汁一菜」の語は、元々は鎌倉時代に禅寺で運用されていた、質素倹約を重視した食事の形式を指す言葉であった。よって菜（おかず）も精進料理、つまり  野菜を用いた極めて質素なものであった（ただし、特別な日や来客時には「一汁三菜」となった）。この食事形式が一般の人々にも広まり、やがて一汁一菜・一汁三菜が日本の伝統的な日常の食事形態として定着するに至った。ただし、鎌倉期以前の律令時代の下級官人と庶民の食事形態も実質的には一汁一菜である。
後の江戸時代、  江戸の長屋で暮すような下層の都市民の場合、暮れ六つ（日没＝午後6時ごろ）に男性の世帯主が外仕事を終え、湯屋に行って湯を浴び、それから食事となり、一汁一菜、ないしは一汁二菜と香の物程度を摂取したといい、おかずとしては夕鯵（ゆうあじ）と言うように、夕方に魚河岸にならんだ新鮮な鯵やこはだが喜ばれたという 。
ただし庶民にとっては一汁一菜も日常の食事としては贅沢なものであり、通常は「おかず無し」、つまり、ご飯・汁・漬け物のみというのが日常の食事スタイルであった者も多いともいう。玄米（あるいは半搗き米など精白度合いが低い米）の状態で食べれば米は炭水化物に加えてある程度のタンパク質やビタミンが摂取できる完全食であり、味噌汁で大豆蛋白と塩分を補えば栄養学的にはそれで充分なのである。「一日に玄米四合と味噌と少しの野菜を食べ…… ほめられもせず 苦にもされず そういうものに私はなりたい」と宮沢賢治は自作の詩「雨ニモマケズ」の中でうたっている
。交通機関や重機、あるいは家電が発達しておらず、職業の大半が肉体労働だった時代では、日常生活を送るだけでも多大なカロリーが消費される。当時の人々は米を大量に食べてカロリー源とするのみならず、タンパク質も米から摂取していた。比率は多くはないものの人間にとっての必須アミノ酸がバランス良く含まれ、米はタンパク質の補給源としても秀れた食品であり、米のみで人体を維持するに十分なカロリーとタンパク質は得られるのである。一方で白米食で同様の食事スタイルをとるとビタミンB1が不足する。江戸時代には江戸や大坂で白米が好まれたが、ビタミンB1欠乏によって脚気が蔓延し、脚気は俗に「江戸わずらい」と呼ばれた。（「日本の脚気史」も参照）
江戸時代には上杉鷹山や池田光政が人々に倹約のために食事を一汁一菜にするよう命じたことが知られている。松代藩のように「おかず禁止令」を出して徹底した倹約を図った藩も存在する。二宮尊徳も奉公先の小田原藩家老服部家を立て直すにあたって、おかずを禁止している。